# Menschliche Stimme

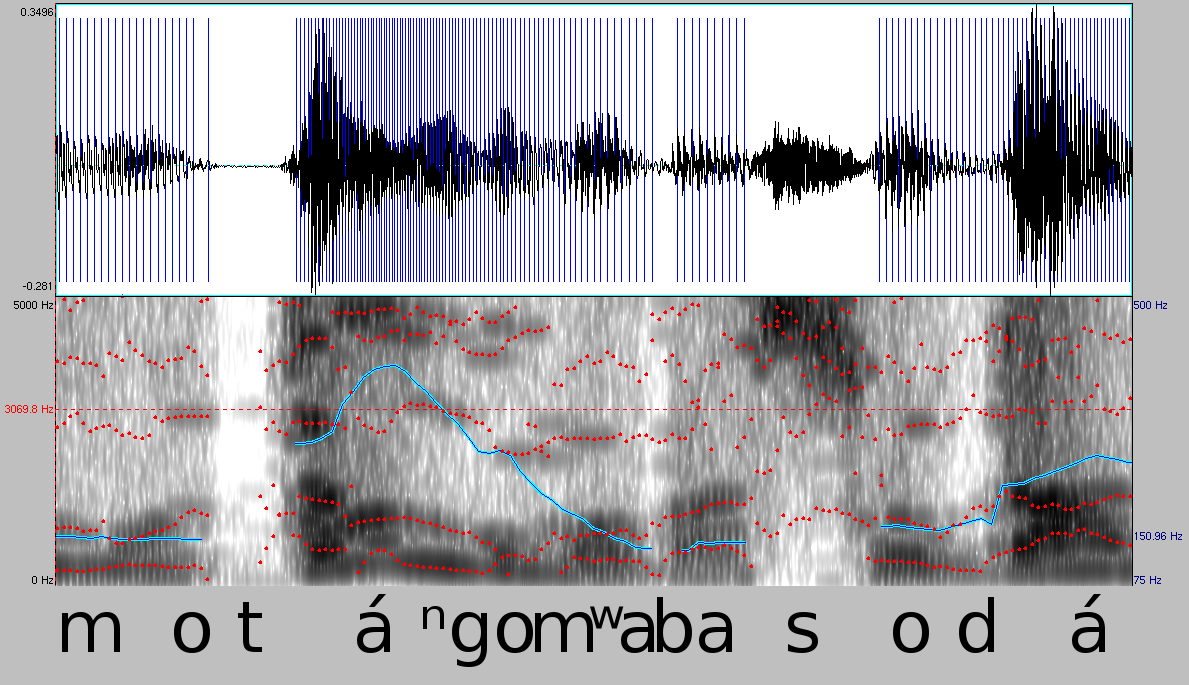
Spektrogramm einer weiblichen Stimme

Die menschliche Stimme (in der medizinischen Fachsprache lateinisch vōx oder altgriechisch φωνή phoné) ist der durch die Stimmlippen im Kehlkopf eines Menschen erzeugte und im Vokaltrakt (Mund-, Rachen- und Nasenhöhlen) modulierte Schall.
Die Stimme ist bei verschiedenen Lautäußerungen beteiligt, wie etwa Schreien, Weinen, Lachen und vor allem bei der Artikulation von Sprache. Allerdings ist nicht jeder Sprachlaut stimmhaft. Auch vollständig stimmloses Sprechen ist möglich und wird als Flüstern bezeichnet.
Neben ihrer Rolle in der gesprochenen Sprache ist die Stimme zugleich Bestandteil der Körpersprache, beispielsweise wirken sich verschiedene Emotionen auf die Art der Stimmgebung beim Sprechen aus. Auch biologische Merkmale lassen sich weitgehend zuverlässig anhand der Stimme erkennen, so ist die Art der Stimme ein sekundäres Geschlechtsmerkmal und ermöglicht es auch, das Alter der Sprecher zu erkennen, da sie sich im Verlaufe einer Lebensspanne verändert.
Bei der Verwendung der Stimme wird zwischen Sprech- und Singstimme unterschieden. Beim Singen wird die menschliche Stimme wie ein Musikinstrument zur Erzeugung von Tönen, Klängen und Melodien eingesetzt, meist verbunden mit Sprache.

## Stimmerzeugung

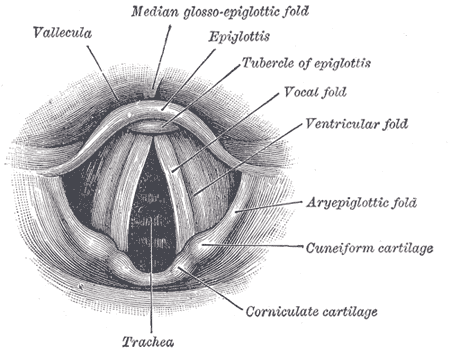
Stimmritze und Stimmbänder

Die menschliche Stimme wird durch das Zusammenwirken der Stimmlippen im Kehlkopf und den Ansatzräumen erzeugt. Dabei lassen sich physikalisch drei Stimmparameter unterscheiden: Tonhöhe, Lautstärke und Klangfarbe.
Der Kehlkopf bildet den oberen Abschluss der Luftröhre, er liegt vorne im Hals und ist besonders bei Männern oft deutlich als Adamsapfel zu erkennen. Im Kehlkopf sind die beiden Stimmlippen gespannt, komplexe Muskel- und Gewebeschichten, deren Stellung und Spannung durch Muskeln, Knorpel und Gelenke verändert werden kann. Die Stimmlippen können die Luftröhre bis auf einen kleinen Spalt verschließen. Diese engste Stelle im Kehlkopf bezeichnet man als Stimmritze (Glottis). Sie wird zum Atmen durch Abduktion der entspannten Stimmlippen weit geöffnet, damit die Luft ungehindert ein- und ausströmen kann. Um stimmhafte Töne zu erzeugen, versetzt die aus der Lunge strömende Luft die bis auf einen schmalen Spalt geschlossenen Stimmlippen in Schwingungen, ähnlich dem Rohrblatt eines Holzblasinstrumentes. Je entspannter die Stimmlippen sind, desto langsamer schwingen sie und der Grundton des Klanges wird tiefer. Bei höherer Spannung schwingen sie schneller und der Ton wird höher.
Der primäre Kehlkopfklang wird nun in den lufthaltigen Räumen oberhalb der Stimmlippen verändert. Diese Räume, zu denen Rachen, Mund- und Nasenraum gehören, werden als Ansatzräume oder Vokaltrakt bzw. Sprechtrakt bezeichnet.
Aufgrund der unterschiedlichen Größe des Kehlkopfes und damit der Länge der Stimmbänder liegt die Tonhöhe des Grundtons für die männliche Stimme bei etwa 125 Hz und für die weibliche bei etwa 200 Hz. Kleine Kinder haben eine Tonlage um 440 Hz. Der Stimmumfang beträgt normalerweise 1,3–2,5 Oktaven, mit Training sind aber auch 3 und mehr möglich. Der Frequenzbereich der menschlichen Stimme mit den Obertönen beträgt etwa 80 Hz bis 12 kHz. In diesem Frequenzgang befinden sich Frequenzabschnitte, die für die Sprachverständlichkeit, die Erkennbarkeit der Vokale und Konsonanten sowie Brillanz und Wärme eine Rolle spielen.
Während des Stimmbruchs, meist etwa im Alter von 11 bis 15 Jahren, werden bei Jungen und Mädchen die Stimmlippen dicker und länger, die mittlere Sprechstimmlage sinkt dabei bei Jungen um eine Oktave, bei Mädchen um eine Terz.

## Phänomenologie der Stimme
Die Stimme ist von entscheidender Bedeutung in vielerlei Hinsicht. Sie ist reichhaltige Informationsquelle und das „Erscheinungsbild unserer Stimme“ transportiert auch Informationen, die oft nicht übermittelt werden sollen.
Die menschliche (Sing-)Stimme kann durch verschiedene erlernbare Techniken unterschiedliche Klangfarben hervorbringen, beim Sprechen etwa den Unterschied zwischen Sprechstimme und Sprecherstimme und beim Singen beispielhaft etwa das Belting im Gegensatz zur „klassischen Opernstimme“ (Belcanto) oder Obertonsingen. Genau wie sich jemand beim Erlernen eines Musikinstruments durch jahrelanges Üben vom Anfänger zum Virtuosen entwickeln kann, kann durch Gesangsausbildung und Stimmtraining „das Instrument Stimme“ weiterentwickelt werden. Beispielsweise ist beim Singen des Vokals „A“ hauptsächlich der Rachenraum beteiligt (beim Zuhalten der Nase ändert sich der Ton kaum); wird näselnd der stimmhafte Konsonant „M“ gesungen und dann der Mund zum „A“ geöffnet, schwingt die Luftsäule im Mund und im Nasenraum (ein Zuhalten der Nase verändert dann den Ton). Solche Stimmtechniken zur Erweiterung des Vokalraums (wie auch Heben und Senken des Kehlkopfs oder Heben und Senken der Zunge, Verbesserung des Stimmsitzes (siehe dazu Gesangspädagogik) und viele andere mehr) können die Stimme verstärken oder verändern.

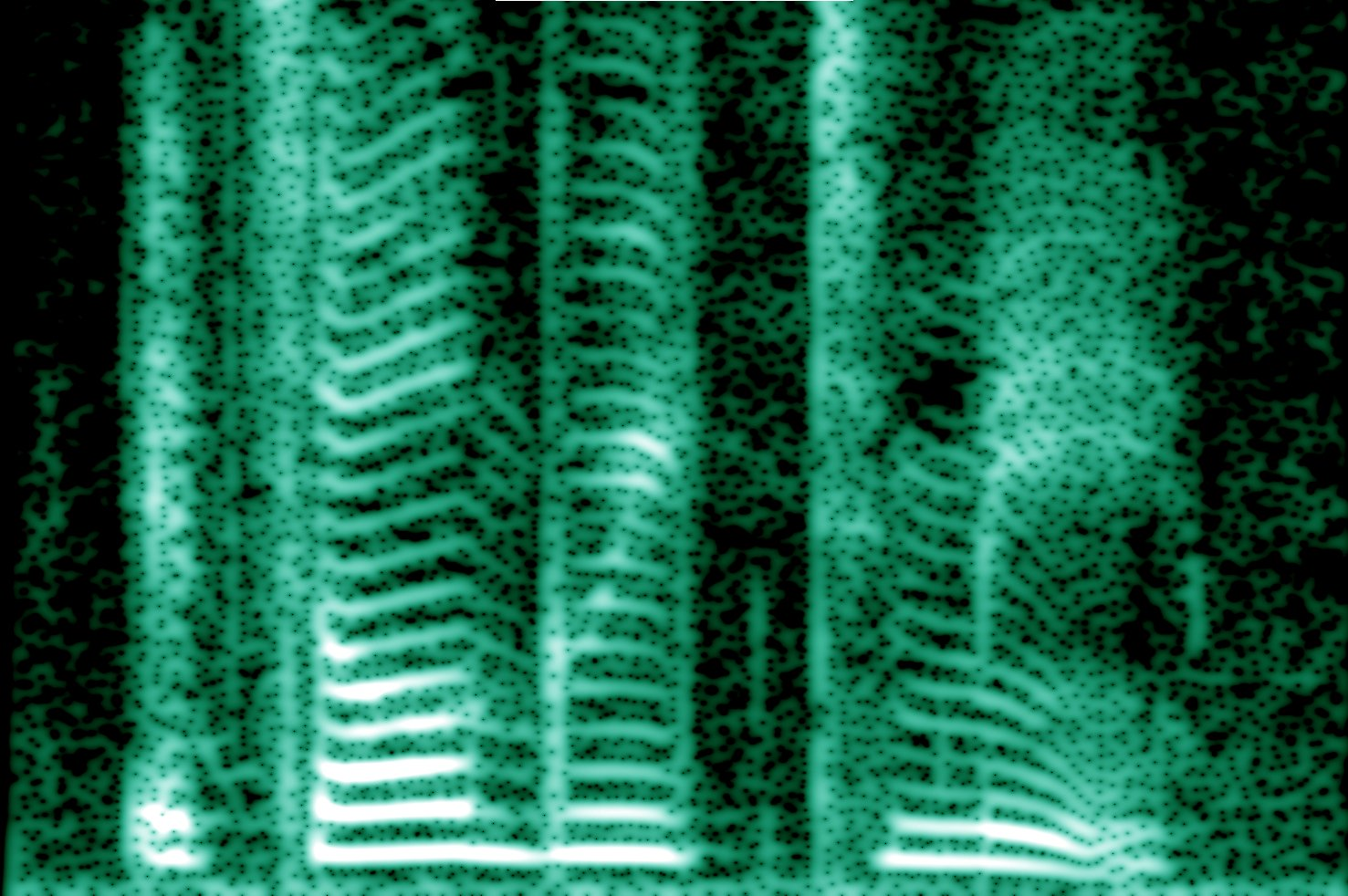
Anderes Spektrogramm

Stimmwissenschaften (englisch voice science) beschreiben und erforschen das Phänomen „Stimme“ in unterschiedlichen Fachgebieten. Einige wichtige sind: Physiologie und Anatomie, die Mechanik und Akustik, die Medizin, insbesondere die Phoniatrie, die Psychologie, die Sprechwissenschaft und die Gesangspädagogik.
Bedeutende Vertreter dieser wissenschaftlichen Fachdisziplin sind: Johan Sundberg (ehemals KTH, Stockholm, Schweden), Ingo Titze (University of Iowa und National Center for Voice and Speech, USA) und Peter-Michael Fischer.

### Stimme und Persönlichkeit
Bereits 1934 veröffentlichte der US-amerikanische Psychologe Harold C. Taylor den Befund, dass bereits routiniert erfolgte einfache Äußerungen Vorstellungen über die Persönlichkeit des Sprechers erlaubten. Taylor bezog sich dabei auf kurze Phrasen – „Hello“, „Good Bye“ – von Telefonisten. 1975 bezeichnete der Arzt Günther Habermann Stimmen als „Spiegel der Persönlichkeit“ und berief sich dabei auf Michael Scotus, der 1228 sein Handbuch der Physiognomik veröffentlichte. Darin gab es konkrete Schlüsse von Stimme auf Persönlichkeit, etwa: „Wessen Stimme tief beginnt und hoch endet, der ist jähzornig, heftig, kühn und sicher.“
Moderne Psychologie hat zeigen können, dass die Stimme Schlüsse auf Persönlichkeitsmerkmale der Big Five zulässt, etwa auf Extraversion. Die Sprechrate hat einen deutlichen Effekt auf die Wahrnehmung von Kompetenz und Intelligenz. Auch auf Dominanz wird geschlossen.
Neuere Arbeiten zur psychologischen Wirkung von Stimme und Sprechweise unter besonderer Berücksichtigung von Geschlecht, Alter, Persönlichkeit und emotionalen Zuständen wurden in den letzten drei Jahrzehnten (1994–2024) von Walter Sendlmeier am Institut für Sprache und Kommunikation der TU Berlin durchgeführt. Für die Basisemotionen Freude, Trauer, Ärger und Angst konnten sowohl in Perzeptionsexperimenten als auch in akustischen Analysen systematische Unterschiede gefunden werden. Ebenso lassen sich die fünf Hauptdimensionen der Persönlichkeitsstruktur (Neurotizismus, Extraversion, Gewissenhaftigkeit, Offenheit und Verträglichkeit) anhand von Stimme und Sprechweise unterscheiden.

## Authentifizierung
Bei der Stimmerkennung kann ein akustischer Fingerabdruck in der Biometrie als Faktor für die Authentifizierung in Rechnernetzwerken eingesetzt werden.

## Stimmtraining
Stimmtraining hat die Optimierung einer gesunden Stimme zum Ziel – im Gegensatz zur Stimmtherapie. Typische Trainingsaspekte umfassen das Erlernen einer Stimmtechnik, die tragfähige und unangestrengte Kommunikation über einen längeren Zeitraum ermöglicht. Auch eine atemrhytmische Anpassung kann erlernt werden. Professionelles Stimmtraining wird in vielseitigen Ausprägungen angeboten, beispielsweise im Rahmen eines „Präsenzcoachings“ oder eines „Anti-Aging-Kurses“. In der Antike gehörte systematisches Stimmtraining zur allgemeinen Bildung. Redner wurden unter Anleitung eines Phonasken ausgebildet.

## Störungen der menschlichen Stimme
Es gibt vielfältige Störungen der menschlichen Stimme. Die Ursachen für Stimmstörungen können u. a. krankheitsbedingt oder berufsbedingt sein. Besonders gefährdet sind Menschen mit Berufen, in denen die Stimme stark belastet wird, wie zum Beispiel Lehrer, Politiker, Call Center Agents, Pastoren, Sänger oder Sprecher in den Medien. Menschen mit stimmintensiven Berufen können durch gezieltes Stimmtraining und richtigen Stimmansatz die Belastbarkeit und Qualität ihrer Stimme erhöhen.

### Heiserkeit
Heiserkeit ist eine relativ häufig vorkommende Störung der menschlichen Stimme, die sich durch eine raue, unreine, belegte oder tonlose Stimme bemerkbar macht. Bei einer tonlosen Stimme spricht man von Aphonie.
Ursachen von Heiserkeit sind vor allem Entzündungen (virale und bakterielle Laryngitis, Überanstrengung, chemische Reize, Reinke-Ödem), Stimmlippenlähmungen (Recurrensparese oder Vagusparese) und gutartige oder bösartige Tumoren (Stimmlippenpolyp, Papillome, Stimmlippenkarzinom).

### Ersatzstimme
Nach einer totalen Laryngektomie (einer operativen Entfernung des Kehlkopfs) sind Luft- und Speiseweg voneinander getrennt, sodass der natürliche Weg eine Stimme zu erzeugen nicht länger möglich ist. Als Ersatz dienen Stimmprothesen, Ösophagussprache oder elektronische Sprechhilfen. Rund 20.000 kehlkopflose Personen leben in Deutschland (Stand 2016). 1978 waren es lediglich 9.000.

#### Stimmprothese
Voraussetzung ist, dass ein Zugang zur Luftröhre geschaffen wird – eine künstliche Öffnung an der Vorderwand Tracheostoma. Dazu wird bei der Laryngektomie ein Einweg-Ventil zwischen Luft- und Speiseröhre eingesetzt, in das eine Ventilprothese montiert wird. Zum Sprechen wird das Tracheostoma verschlossen, um Luft in die Speiseröhre strömen zu lassen. Töne entstehen durch Schwingungen der Schleimhaut, diese werden dann wie bei der normalen Phonation im Vokaltrakt gefiltert und durch den Mund abgestrahlt. Dies muss in der Stimmrehabilitation therapeutisch erlernt werden.

#### Ösophagussprache
Wenn das Einsetzen eines Ventils nicht möglich ist, kann die Ruktussprache (auch Ösophagussprache) erlernt werden.

#### Elektronische Sprechhilfen
Sogenannte künstliche Kehlköpfe oder Elektrolarynx schaffen eine Ersatzstimme, wenn sie zum Sprechen auf Hals oder Mundboden gelegt werden. Die übertragene Vibration des Gerätes wird durch Formen von Sprachlauten mit Lippen und Zunge in eine Stimme umgewandelt. Das Klangspektrum kann entsprechend moduliert werden.

### Video
- Bernhard Richter, Matthias Echternach, Louisa Traser, Michael Burdumy, Claudia Spahn: Die Stimme. Einblicke in die physiologischen Vorgänge beim Singen und Sprechen.Helbling, 2017, ROM-DVD.